# Melitaea erycina
Melitaea erycina är en fjärilsart som beskrevs av Lederer 1853. Melitaea erycina ingår i släktet Melitaea och familjen praktfjärilar. Inga underarter finns listade i Catalogue of Life.